# タウロイ

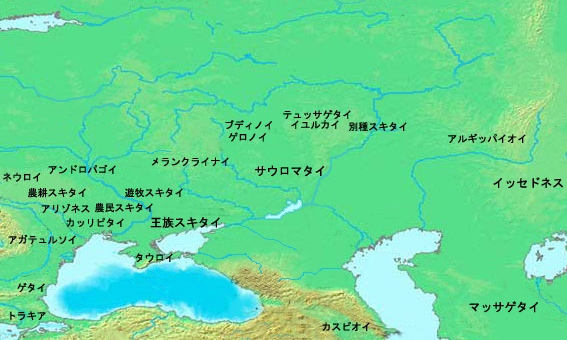
紀元前6世紀の諸民族とタウロイ人の位置。

タウロイ（ギリシャ語：Ταῦροι）は、古代ギリシア時代にクリミア半島南部に住んでいたスキタイ系民族。クリミア半島の古名であるタウリカ、タウリス、タヴリダはこの民族名に由来する。

## 歴史

### ダレイオス1世のスキタイ征伐
アケメネス朝のダレイオス1世（在位：前522年 - 前486年）はボスポラス海峡を渡ってトラキア人を征服すると、続いて北のスキタイを征服するべく、イストロス河を渡った。これを聞いたスキタイは周辺の諸民族を糾合してダレイオスに当たるべきだと考え、周辺諸族に使者を送ったが、すでにタウロイ，アガテュルソイ，ネウロイ，アンドロパゴイ，メランクライノイ，ゲロノイ，ブディノイ，サウロマタイの諸族の王は会合し、対策を練っていた。スキタイの使者は「諸族が一致団結してペルシアに当たるため、スキタイに協力してほしい」と要請した。しかし、諸族の意見は二手に分かれ、スキタイに賛同したのはゲロノイ王，ブディノイ王，サウロマタイ王のみであり、タウロイらその他の諸族は「スキタイの言うことは信用できない」とし、協力を断った。

## 習俗
古代ギリシャの歴史家ヘロドトスは『ヒストリアイ（歴史）』において次のように記している。
また、紀元前1世紀の古代ローマの歴史家ストラボンは『地理誌』において、次のように記している。

## 地理
タウロイの居住地は現在のクリミア半島南部にあたり、北の王族スキタイの領土と隣接していた。また、彼らの暮らす山岳地帯にはトラペズス山という山がある。

## 参考資料
- （ヘロドトス『歴史』）訳：松平千秋『ヘロドトス』（筑摩書房、1988年、ISBN 4480203109）
- ストラボン（訳：飯尾都人）『ギリシア・ローマ世界地誌Ⅱ』（龍溪書舎、1994年、ISBN 4844783777）